# ネットワークカード

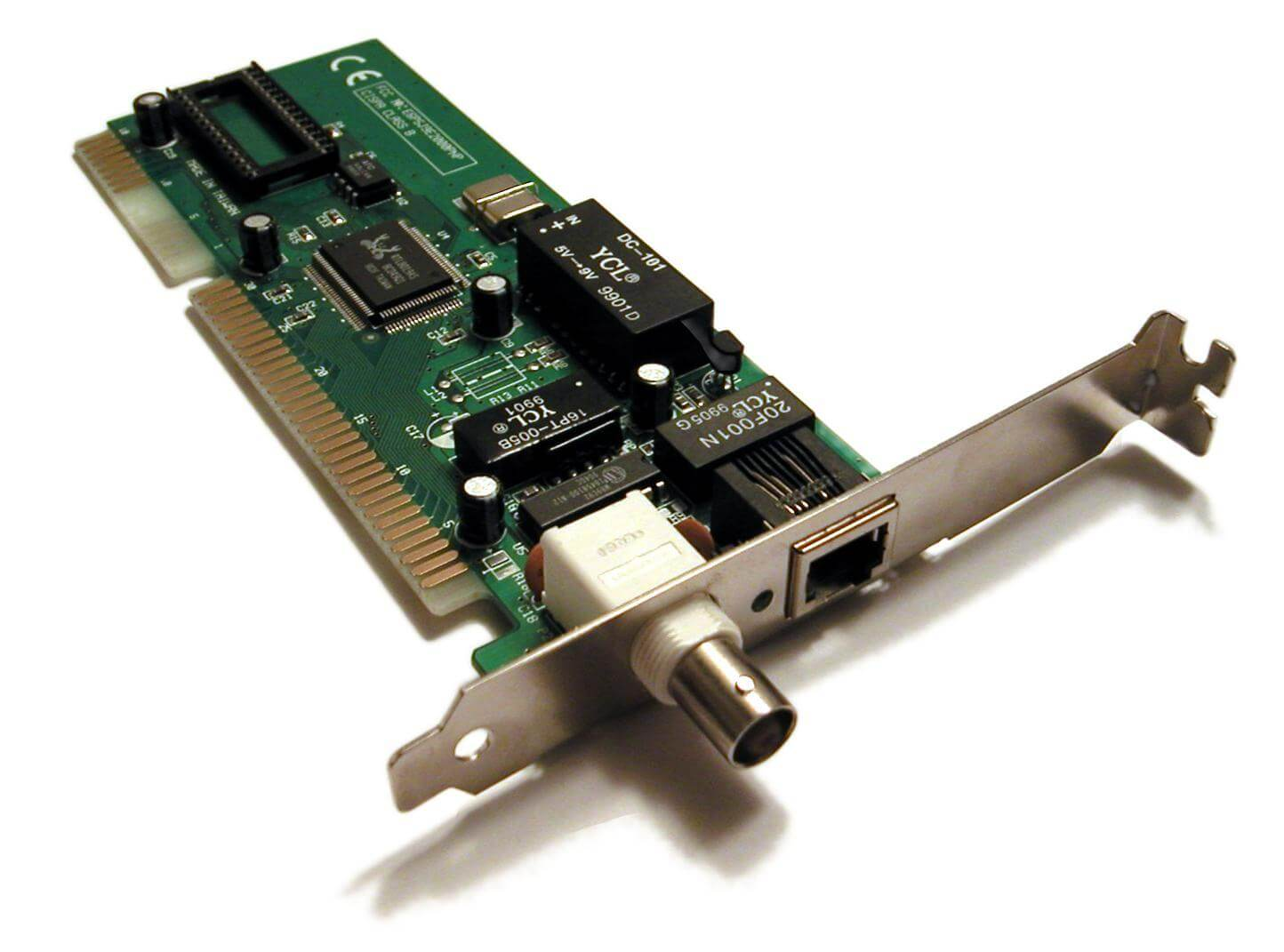
BNC "Thinnet" （左）およびツイストペアケーブル（右）の両方のコネクタを備えた従来型のネットワークカード

ネットワークカード（英: network card）は、ネットワークへの物理的な接続を提供するためにコンピュータにインストールされるアダプタ回路基板である。コンピュータネットワーク内でコンピュータ間の通信を行うために使用されるハードウェアの1つである。
一般的にはLANカード（ランカード）と呼ばれることが多いが、ネットワークアダプタ（network adapter）、ネットワークインタフェースカード（network interface card）などとも呼ばれる。名称のとおり、LANカードについては、有線のLAN、特にイーサネットに対する物を指す場合が多い。ネットワークアダプタについても古くは同様であったが、イーサネット等以外の各種のネットワーク、例えば無線LANや3G、WiMAX等の普及により、コンピュータ（ホスト）から見た通信デバイス一般を指すようになった。NICと称する場合もあるが、これがネットワークインタフェースカード（Network Interface Card）という物理的媒体を指すのか、ネットワークインタフェースコントローラ（Network Interface Controller）という非物理的な機能を指すのかは文脈から判断するほかない。
本項目では（狭義の）有線LAN用のそれで、特にパーソナルコンピュータ用のイーサネットのものについて説明する。

## 概要

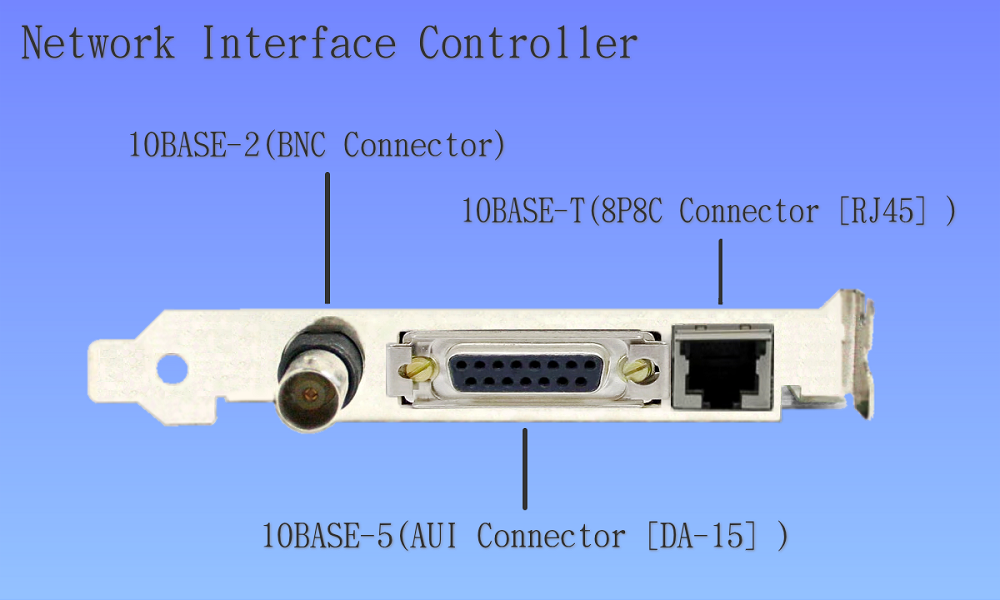
イーサーネット用ネットワークカード
（1980年代）

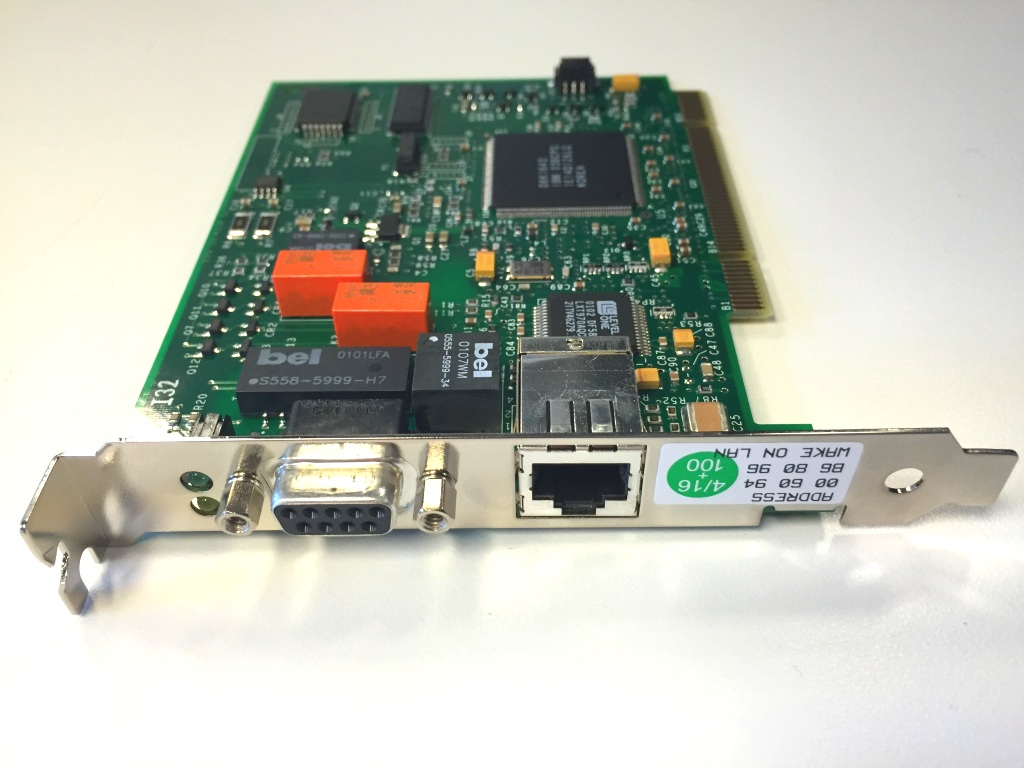
トークンリング用のネットワークカード

ネットワークカードとはコンピュータにネットワーク機能を追加するための拡張カードの一種である。PCI Expressなどのコンピュータ・バス（拡張スロット）に接続する拡張カード状のものが多いが、USBに接続するタイプ等もある。
これらのアダプタは、イーサネットまたはトークンリングなどの、特定の物理層およびデータリンク層を使用して通信するための電子的な回路を実装している。この回路は、階層構造を成すネットワークのプロトコルスタックの基盤部分となり、同一のLANに属する小規模なコンピュータのグループや、TCP/IPなどのルーティングプロトコルを利用した大規模なネットワーク (WAN) との通信を可能にする。
一般的にネットワークカードは、ツイストペア (RJ45)、BNC、またはAUIといったネットワーク・ケーブルを接続するソケットを持つ。そして、ネットワークのオンライン状態や、データ転送中の状態を示す数個のLEDを持っている。また一般的に、転送レートにより10/100/1000 Mbpsの種別がある。（イーサネット参照）

### オンボードタイプ

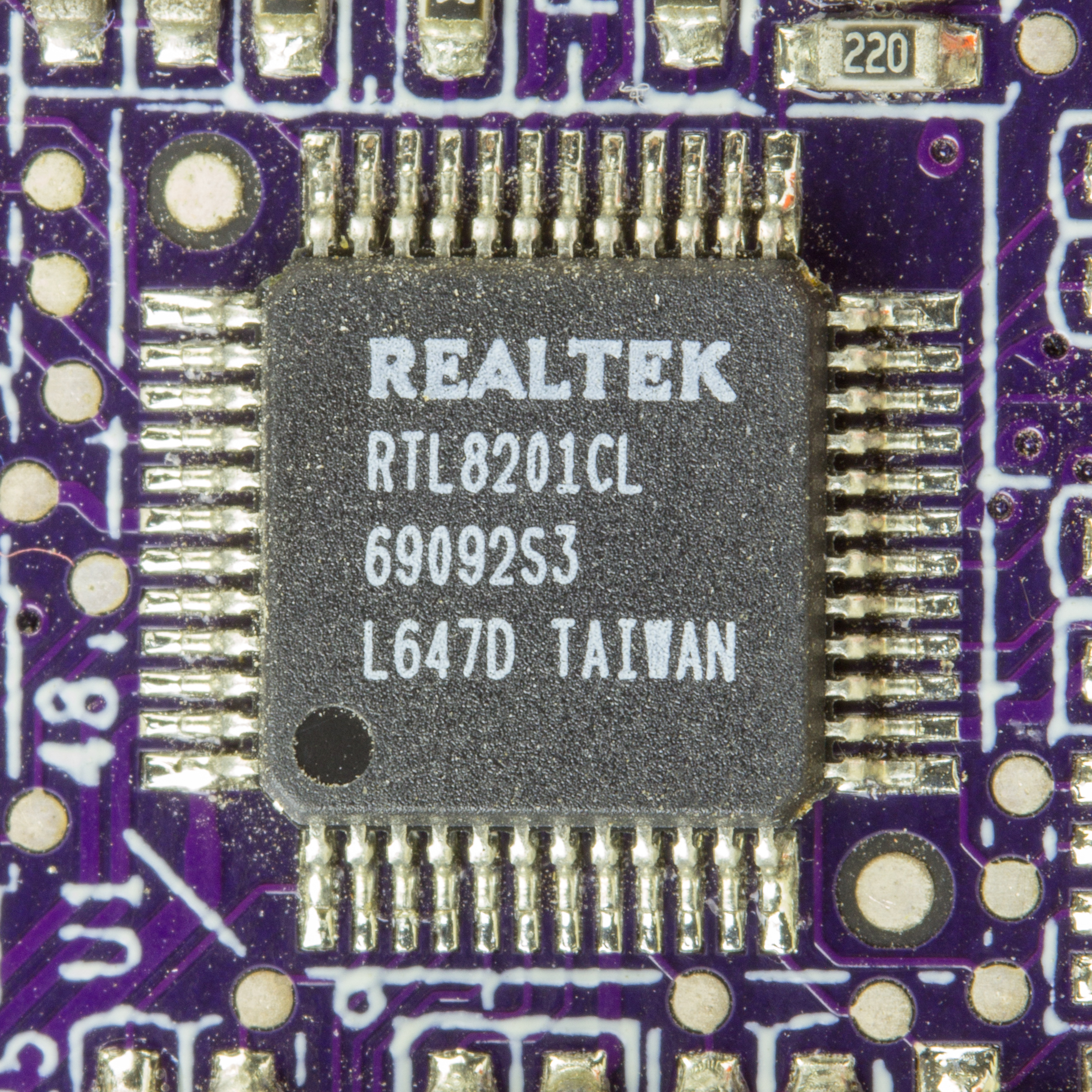
物理層チップの例

2000年代以降のほとんどのコンピュータにはマザーボード上に（コンピュータ本体に）ネットワーク（イーサネットのツイストペア）のインタフェースが組み込まれている。したがって、複数のインタフェースを使用するか、一般的ではないその他のインタフェースまたはネットワークを使用等しない限りは、単独製品としてのネットワークカードは必要無い場合が多い。
これらの製品ではPCIやPCI Express、CSAなどのバスで接続されたネットワークコントローラを基板上に搭載する方式と、チップセットに統合されたネットワークコントローラを使用し物理層チップ (PHY) のみを追加する方式とに大別される。

### 仮想的なネットワークカード
仮想機械/仮想環境やVPNにおいて、ソフトウェアに対して物理的なネットワークカードと同様に扱われることを想定し、ネットワークカードを仮想化することがある。仮想LANカードとも呼ばれる。

## 主なメーカー
- 3Com
- AMDtek（英語版）
- AMD
- D-Link
- DEC
- Macronix（英語版）
- National Semiconductor
- Realtek
- SiS
- SMC Networks（英語版）
- VIA
- アセロス・コミュニケーションズ
- インテル
- テキサス・インスツルメンツ
- ブロードコム
- マーベル・テクノロジー・グループ